# Copernicus Cup 2021
7. Copernicus Cup – międzynarodowy mityng lekkoatletyczny, który odbył się 17 lutego 2021 w Arenie Toruń.
Zawody były piątą odsłoną znajdującego się w kalendarzu World Athletics Indoor Tour Gold, cyklu najbardziej prestiżowych zawodów halowych, organizowanych pod egidą World Athletics w sezonie 2021.
Rozegranych zostało 12 konkurencji.

## Rezultaty

### Mężczyźni

#### Bieg na 800 metrów
| Pozycja | Zawodnik          | Państwo              | Czas    | Uwagi        |
| ------- | ----------------- | -------------------- | ------- | ------------ |
| 01 !    | Elliot Giles      | Wielka Brytania      | 1:43,63 | WL · MR · NR |
| 02 !    | Jamie Webb        | Wielka Brytania      | 1:44,54 | PB           |
| 03 !    | Andreas Kramer    | Szwecja              | 1:45,09 | NR           |
| 4.      | Adam Kszczot      | Polska               | 1:45,22 | SB           |
| 5.      | Mateusz Borkowski | Polska               | 1:46,20 | PB           |
| 6.      | Amel Tuka         | Bośnia i Hercegowina | 1:46,35 | SB           |
| 7.      | Marc Reuther      | Niemcy               | 1:46,43 |              |
| 8.      | Collins Kipruto   | Kenia                | 1:46,61 | SB           |
| 9.      | Tony van Diepen   | Holandia             | 1:46,97 | PB           |
| –       | Patryk Sieradzki  | Polska               | DNF     | zając        |
| –       | Kyle Langford     | Wielka Brytania      | DNF     |              |

#### Bieg na 1500 metrów
| Pozycja | Zawodnik           | Państwo         | Czas    | Uwagi   |
| ------- | ------------------ | --------------- | ------- | ------- |
| 01 !    | Selemon Barega     | Etiopia         | 3:32,97 | MR · PB |
| 02 !    | Marcin Lewandowski | Polska          | 3:35,71 | NR      |
| 03 !    | Neil Gourley       | Wielka Brytania | 3:35,79 | PB      |
| 4.      | Michał Rozmys      | Polska          | 3:36,10 | PB      |
| 5.      | Filip Sasínek      | Czechy          | 3:36,53 | NR      |
| 6.      | Ignacio Fontes     | Hiszpania       | 3:37,02 |         |
| 7.      | Kumari Taki        | Kenia           | 3:37,28 | PB      |
| 8.      | Bethwell Birgen    | Kenia           | 3:37,41 |         |
| 9.      | Szymon Żywko       | Polska          | 3:44,40 |         |
| –       | Adam Czerwiński    | Polska          | DNF     | zając   |

#### Bieg na 60 metrów przez płotki

##### Eliminacje
Awans: Dwóch najlepszych z każdego biegu (Q) oraz cztery z najlepszymi czasami (q).
| Pozycja | Bieg | Tor | Zawodnik            | Państwo           | Czas | Uwagi |
| ------- | ---- | --- | ------------------- | ----------------- | ---- | ----- |
| 1.      | 1    | 4   | Grant Holloway      | Stany Zjednoczone | 7,43 | Q,    |
| 2.      | 2    | 4   | Wilhem Belocian     | Francja           | 7,56 | Q     |
| 3.      | 2    | 7   | Yaqoub Al-Yoha      | Kuwejt            | 7,62 | Q,    |
| 4.      | 1    | 5   | Aaron Mallett       | Stany Zjednoczone | 7,66 | Q     |
| 5.      | 2    | 3   | Damian Czykier      | Polska            | 7,68 | q     |
| 6.      | 1    | 3   | Artur Noga          | Polska            | 7,69 | q     |
| 7.      | 1    | 6   | Krzysztof Kiljan    | Polska            | 7,79 | q     |
| 8.      | 2    | 2   | Dawid Żebrowski     | Polska            | 7,80 | q,    |
| 9.      | 1    | 2   | Dominik Staśkiewicz | Polska            | 7,97 |       |
| –       | 2    | 5   | Jarret Eaton        | Stany Zjednoczone | DNF  |       |
| –       | 2    | 6   | Milan Trajković     | Cypr              | DNS  |       |
| –       | 1    | 7   | Valdó Szűcs         | Węgry             | DNS  |       |

##### Finał
| Pozycja | Tor | Zawodnik         | Państwo           | Czas | Uwagi       |
| ------- | --- | ---------------- | ----------------- | ---- | ----------- |
| 01 !    | 4   | Grant Holloway   | Stany Zjednoczone | 7,38 | MR          |
| 02 !    | 3   | Wilhem Belocian  | Francja           | 7,57 |             |
| 03 !    | 6   | Aaron Mallett    | Stany Zjednoczone | 7,60 |             |
| 4.      | 7   | Damian Czykier   | Polska            | 7,63 |             |
| 5.      | 5   | Yaqoub Al-Yoha   | Kuwejt            | 7,75 |             |
| 6.      | 2   | Krzysztof Kiljan | Polska            | 7,80 |             |
| 7.      | 1   | Dawid Żebrowski  | Polska            | 7,84 | YC          |
| –       | 8   | Artur Noga       | Polska            | DSQ  | YC, TR 16.8 |

#### Skok wzwyż
| Pozycja | Kol. | Zawodnik             | Państwo           | 2,10 | 2,15 | 2,20 | 2,25 | 2,28 | 2,31 | 2,34 | 2,36 | 2,38 | 2,40 | Wynik | Uwagi        |
| ------- | ---- | -------------------- | ----------------- | ---- | ---- | ---- | ---- | ---- | ---- | ---- | ---- | ---- | ---- | ----- | ------------ |
| 01 !    | 4    | Maksim Niedasiekau   | Białoruś          | –    | –    | o    | o    | o    | x--  | o    | xxx  |      |      | 2,34  | WL · NR · MR |
| 02 !    | 7    | Andrij Procenko      | Ukraina           | o    | xo   | o    | o    | x--  | o    | xxo  | xr   |      |      | 2,34  | = =          |
| 03 !    | 8    | Gianmarco Tamberi    | Włochy            | –    | –    | o    | xxo  | o    | xo   | xxo  | xxx  |      |      | 2,34  | = =          |
| 4.      | 3    | Dmytro Nikitin       | Ukraina           | o    | o    | o    | xxx  |      |      |      |      |      |      | 2,20  |              |
| 5.      | 2    | Trey Culver          | Stany Zjednoczone | o    | xo   | o    | xxx  |      |      |      |      |      |      | 2,20  |              |
| 6.      | 1    | Mateusz Kołodziejski | Polska            | o    | o    | xxx  |      |      |      |      |      |      |      | 2,15  |              |
| 6.      | 5    | Sylwester Bednarek   | Polska            | o    | o    | xxx  |      |      |      |      |      |      |      | 2,15  | =            |
| 8.      | 6    | Jamal Wilson         | Bahamy            | xxx  |      |      |      |      |      |      |      |      |      | NH    |              |

#### Skok o tyczce
| Pozycja | Kol. | Zawodnik            | Państwo           | 5,20 | 5,40 | 5,60 | 5,72 | 5,80 | 5,87 | 5,94 | 5,99 | 6,04 | Wynik | Uwagi |
| ------- | ---- | ------------------- | ----------------- | ---- | ---- | ---- | ---- | ---- | ---- | ---- | ---- | ---- | ----- | ----- |
| 01 !    | 8    | Sam Kendricks       | Stany Zjednoczone | –    | o    | o    | xo   | o    | xxx  |      |      |      | 5,80  |       |
| 02 !    | 7    | Piotr Lisek         | Polska            | –    | o    | o    | o    | xxo  | xxx  |      |      |      | 5,80  | SB    |
| 03 !    | 4    | Ernest John Obiena  | Filipiny          | –    | xxo  | o    | xo   | xxo  | xxx  |      |      |      | 5,80  |       |
| 4.      | 6    | Thiago Braz         | Brazylia          | –    | –    | xo   | xxx  |      |      |      |      |      | 5,60  |       |
| 5.      | 1    | Matwiej Wołkow      | Białoruś          | –    | o    | xxx  |      |      |      |      |      |      | 5,40  |       |
| 6.      | 5    | Paweł Wojciechowski | Polska            | xxo  | o    | xxx  |      |      |      |      |      |      | 5,40  | =     |
| 7.      | 3    | Matt Ludwig         | Stany Zjednoczone | o    | xo   | xxx  |      |      |      |      |      |      | 5,40  |       |
| –       | 2    | Robert Sobera       | Polska            | –    | xr   |      |      |      |      |      |      |      | NH    |       |

#### Pchnięcie kulą
| Pozycja | Kol. | Zawodnik          | Państwo           | Runda | Runda | Runda | Runda | Runda | Runda | Wynik | Uwagi |
| Pozycja | Kol. | Zawodnik          | Państwo           | 1     | 2     | 3     | 4     | 5     | 6     | Wynik | Uwagi |
| ------- | ---- | ----------------- | ----------------- | ----- | ----- | ----- | ----- | ----- | ----- | ----- | ----- |
| 01 !    | 6    | Michał Haratyk    | Polska            | 20,86 | 20,75 | 21,28 | x     | 21,47 | x     | 21,47 |       |
| 02 !    | 7    | Tomáš Staněk      | Czechy            | 20,28 | 20,95 | 21,20 | x     | x     | x     | 21,20 |       |
| 03 !    | 5    | David Storl       | Niemcy            | 20,44 | x     | 20,52 | 20,59 | x     | x     | 20,59 | SB    |
| 4.      | 4    | Konrad Bukowiecki | Polska            | 20,39 | 20,10 | 20,25 | 20,54 | x     | x     | 20,54 | SB    |
| 5.      | 2    | Nick Ponzio       | Stany Zjednoczone | 20,13 | 20,33 | 20,32 | x     | x     | x     | 20,33 |       |
| 6.      | 3    | Leonardo Fabbri   | Włochy            | 19,53 | 19,33 | x     | 20,11 | x     | x     | 20,11 | SB    |
| 7.      | 1    | Jakub Szyszkowski | Polska            | 19,96 | x     | x     | x     | x     | x     | 19,96 |       |

### Kobiety

#### Bieg na 60 metrów

##### Eliminacje
Awans: Dwie najlepsze z każdego biegu (Q) oraz cztery z najlepszymi czasami (q).
| Pozycja | Bieg | Tor | Zawodniczka           | Państwo           | Czas | Uwagi |
| ------- | ---- | --- | --------------------- | ----------------- | ---- | ----- |
| 1.      | 1    | 4   | Javianne Oliver       | Stany Zjednoczone | 7,12 | Q     |
| 2.      | 2    | 4   | Ajla Del Ponte        | Szwajcaria        | 7,19 | Q     |
| 3.      | 2    | 5   | Ewa Swoboda           | Polska            | 7,23 | Q     |
| 4.      | 1    | 6   | Maja Mihalinec-Zidar  | Słowenia          | 7,35 | Q     |
| 5.      | 1    | 3   | Wiktorija Ratnikowa   | Ukraina           | 7,37 | q     |
| 6.      | 2    | 6   | Magdalena Stefanowicz | Polska            | 7,45 | q     |
| 7.      | 2    | 3   | Klaudia Adamek        | Polska            | 7,48 | q     |
| 8.      | 1    | 7   | Alicja Struzik        | Polska            | 7,50 | q     |
| 9.      | 1    | 5   | Paulina Guzowska      | Polska            | 7,55 |       |
| 10.     | 2    | 7   | Magdalena Miękińska   | Polska            | 7,61 |       |
| 11.     | 2    | 2   | Dominika Małkowska    | Polska            | 7,74 |       |
| 12.     | 1    | 2   | Katarzyna Ferenz      | Polska            | 7,76 |       |

##### Finał
| Pozycja | Tor | Zawodniczka           | Państwo           | Czas | Uwagi |
| ------- | --- | --------------------- | ----------------- | ---- | ----- |
| 01 !    | 6   | Javianne Oliver       | Stany Zjednoczone | 7,08 | =     |
| 02 !    | 5   | Ajla Del Ponte        | Szwajcaria        | 7,15 |       |
| 03 !    | 3   | Ewa Swoboda           | Polska            | 7,16 | SB    |
| 4.      | 4   | Maja Mihalinec-Zidar  | Słowenia          | 7,31 |       |
| 5.      | 7   | Wiktorija Ratnikowa   | Ukraina           | 7,32 |       |
| 6.      | 8   | Magdalena Stefanowicz | Polska            | 7,40 |       |
| 7.      | 2   | Alicja Struzik        | Polska            | 7,40 | YC    |
| 8.      | 1   | Klaudia Adamek        | Polska            | 7,42 | YC    |

#### Bieg na 400 metrów
| Pozycja | Bieg | Tor | Zawodniczka                     | Państwo    | Czas  | Uwagi |
| ------- | ---- | --- | ------------------------------- | ---------- | ----- | ----- |
| 01 !    | 2    | 6   | Femke Bol                       | Holandia   | 50,66 | EL    |
| 02 !    | 2    | 5   | Justyna Święty-Ersetic          | Polska     | 51,80 | SB    |
| 03 !    | 2    | 4   | Lieke Klaver                    | Holandia   | 51,92 |       |
| 4.      | 1    | 5   | Léa Sprunger                    | Szwajcaria | 52,38 |       |
| 5.      | 2    | 3   | Małgorzata Hołub-Kowalik        | Polska     | 52,74 | SB    |
| 6.      | 1    | 4   | Natalia Kaczmarek               | Polska     | 53,29 | PB    |
| 7.      | 1    | 6   | Patrycja Wyciszkiewicz-Zawadzka | Polska     | 53,58 |       |

#### Bieg na 800 metrów
| Pozycja | Tor | Zawodniczka       | Państwo    | Czas    | Uwagi   |
| ------- | --- | ----------------- | ---------- | ------- | ------- |
| 01 !    | 4   | Habitam Alemu     | Etiopia    | 1:58,19 | MR · PB |
| 02 !    | 5   | Joanna Jóźwik     | Polska     | 2:00,42 | SB      |
| 03 !    | 2   | Nadia Power       | Irlandia   | 2:00,98 | NR      |
| 4.      | 4   | Noélie Yarigo     | Benin      | 2:01,01 | PB      |
| 5.      | 3   | Angelika Cichocka | Polska     | 2:01,07 | SB      |
| 6.      | 1   | Martyna Galant    | Polska     | 2:03,85 | SB      |
| 7.      | 6   | Delia Sclabas     | Szwajcaria | 2:05,28 | SB      |
| 8.      | 6   | Aneta Lemiesz     | Polska     | DNF     | zając   |

#### Bieg na 3000 metrów
| Pozycja | Zawodniczka             | Państwo  | Czas    | Uwagi        |
| ------- | ----------------------- | -------- | ------- | ------------ |
| 01 !    | Lemlem Hailu            | Etiopia  | 8:31,24 | WL · MR · PB |
| 02 !    | Beatrice Chepkoech      | Kenia    | 8:31,72 | PB           |
| 03 !    | Fantu Worku             | Etiopia  | 8:40,04 |              |
| 4.      | Viktória Wagner-Gyürkés | Węgry    | 8:55,45 | NR           |
| 5.      | Gesa Felicitas Krause   | Niemcy   | 9:02,04 |              |
| 6.      | Beata Topka             | Polska   | 9:13,89 | PB           |
| 7.      | Paulina Kaczyńska       | Polska   | 9:16,22 | PB           |
| –       | Katarzyna Broniatowska  | Polska   | DNF     |              |
| –       | Genzebe Dibaba          | Etiopia  | DNF     |              |
| –       | Darja Barysiewicz       | Białoruś | DNF     |              |
| –       | Klaudia Kazimierska     | Polska   | DNF     |              |

#### Bieg na 60 metrów przez płotki

##### Eliminacje
Awans: Dwie najlepsze z każdego biegu (Q) oraz cztery z najlepszymi czasami (q).
| Pozycja | Bieg | Tor | Zawodniczka       | Państwo           | Czas         | Uwagi |
| ------- | ---- | --- | ----------------- | ----------------- | ------------ | ----- |
| 1.      | 1    | 4   | Christina Clemons | Stany Zjednoczone | 7,91         | Q     |
| 2.      | 1    | 5   | Karolina Kołeczek | Polska            | 8,01         | Q, =  |
| 3.      | 2    | 4   | Nooralotta Neziri | Finlandia         | 8,08         | Q     |
| 4.      | 1    | 3   | Pia Skrzyszowska  | Polska            | 8,09 (8,084) | q     |
| 5.      | 2    | 6   | Luminosa Bogliolo | Włochy            | 8,09 (8,087) | Q     |
| 6.      | 1    | 6   | Luca Kozák        | Węgry             | 8,13         | q     |
| 7.      | 1    | 7   | Klaudia Wojtunik  | Polska            | 8,22         | q     |
| 8.      | 2    | 5   | Alina Tałaj       | Białoruś          | 8,25         | q     |
| 9.      | 2    | 3   | Reetta Hurske     | Finlandia         | 8,26         |       |
| 10.     | 2    | 7   | Zuzanna Hulisz    | Polska            | 8,52         |       |
| 11.     | 2    | 2   | Weronika Nagięć   | Polska            | 8,63         |       |

##### Finał
| Pozycja | Bieg | Tor | Zawodniczka       | Państwo           | Czas         | Uwagi   |
| ------- | ---- | --- | ----------------- | ----------------- | ------------ | ------- |
| 01 !    | 1    | 4   | Christina Clemons | Stany Zjednoczone | 7,81         | MR · WL |
| 02 !    | 1    | 5   | Karolina Kołeczek | Polska            | 7,98         | PB      |
| 03 !    | 1    | 3   | Pia Skrzyszowska  | Polska            | 8,00 (7,997) | PB      |
| 4.      | 2    | 6   | Luminosa Bogliolo | Włochy            | 8,00 (7,999) | PB      |
| 5.      | 1    | 6   | Luca Kozák        | Węgry             | 8,01         | SB      |
| 6.      | 2    | 4   | Nooralotta Neziri | Finlandia         | 8,19         |         |
| 7.      | 1    | 7   | Klaudia Wojtunik  | Polska            | 8,22         |         |
| –       | 2    | 5   | Alina Tałaj       | Białoruś          | DNS          |         |

#### Trójskok
| Pozycja | Kol. | Zawodniczka            | Państwo           | Runda | Runda | Runda | Runda | Runda | Runda | Wynik | Uwagi        |
| Pozycja | Kol. | Zawodniczka            | Państwo           | 1     | 2     | 3     | 4     | 5     | 6     | Wynik | Uwagi        |
| ------- | ---- | ---------------------- | ----------------- | ----- | ----- | ----- | ----- | ----- | ----- | ----- | ------------ |
| 01 !    | 4    | Paraskiewi Papachristu | Grecja            | 14,21 | 14,35 | x     | 14,25 | 14,60 | r     | 14,60 | WL · MR · PB |
| 02 !    | 7    | Wijaleta Skwarcowa     | Białoruś          | 13,65 | 14,39 | 13,75 | x     | 13,89 | 13,61 | 14,39 | PB           |
| 03 !    | 5    | Tori Franklin          | Stany Zjednoczone | x     | x     | 14,03 | x     | 13,75 | 14,08 | 14,08 | SB           |
| 4.      | 6    | Kristiina Mäkelä       | Finlandia         | 13,77 | x     | x     | 13,72 | 13,65 | x     | 13,77 |              |
| 5.      | 3    | Adrianna Szóstak       | Polska            | x     | 13,38 | 13,27 | 13,55 | 13,33 | x     | 13,55 | PB           |
| 6.      | 2    | Agnieszka Bednarek     | Polska            | x     | 13,04 | 13,55 | x     | 13,36 | x     | 13,55 | PB           |
| 7.      | 1    | Aleksandra Nowakowska  | Polska            | 12,67 | 12,94 | x     | 12,64 | x     | 12,66 | 12,94 |              |